# Мюнкенхоф
Мю́нкенхоф (нем. Münkenhof), также Муга, мы́за Му́уга (эст. Muuga mõis) — рыцарская мыза в уезде Ляэне-Вирумаа, Эстония. Находится на территории волости Винни, в деревне Мууга. Согласно историческому административному делению мыза Мюнкенхоф относилась к приходу Симуна. В годы Российской империи находилась на территории Эстляндской губернии и относилась к приходу Святой Симонис.

## История
Первые сведения о мызе относятся к 1526 году.
В средние века мыза принадлежала монастырю Пирита; с середины 17-го столетия до 1796 года ею владело дворянское семейство Цеге-фон-Мантейфелей; в 1860 году мызу купил известный живописец николаевского академизма, уроженец Эстляндской губернии и свойственник Цеге-фон-Мантейфелей Тимофей Нефф. 

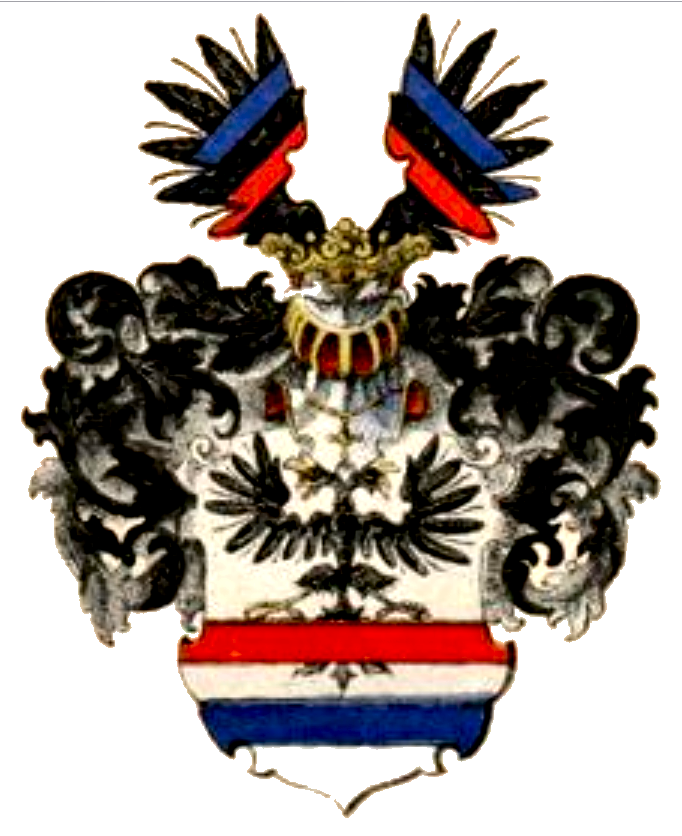
Герб Цеге-фон-Мантейфелей
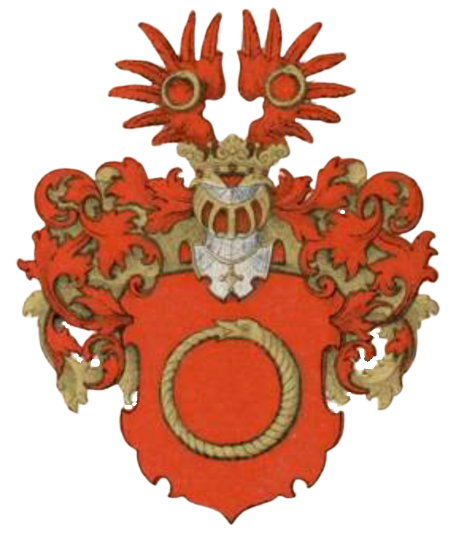
Герб фон Неффов

На военно-топографических картах Российской империи (1846–1863 годы), в состав которой входила Эстляндская губерния, мыза обозначена как мз. Мюнкенхофъ (Муга).
Центр мызы принадлежал семейству Неффов до 1940 года. C 1944 года в главном здании (господском доме) мызы работает школа.
В годы Второй мировой войны на мызе Мууга хранились сокровища Нарвского городского музея.

## Главное здание
Представительное двухэтажное главное здание мызы в стиле неоренессанса построил в 1866—1872 годах по собственному проекту Карл Тимолеон фон Нефф.
В разработке проекта дома наряду с Тимолеоном фон Неффом принимали участие петербургские архитекторы А. П. Брюллов, Л. Л. Бонштедт, Д. И. Гримм, О. Г. Гиппиус и другие.
Главное здание каменное, оштукатуренное, двухэтажное, с высоким цоколем, покрыто вальмовой крышей. На переднем фасаде доминирует сильно подчёркнутый и разделенный лоджией центральный ризалит, три круглые арки которого поддерживают кариатиды. Задний фасад здания с большими арочными окнами похож на передний. Основной план не соответствует правилам обычной планировки особняков: вестибюль расположен в восточной части здания. Зал традиционно расположен в середине главного этажа.

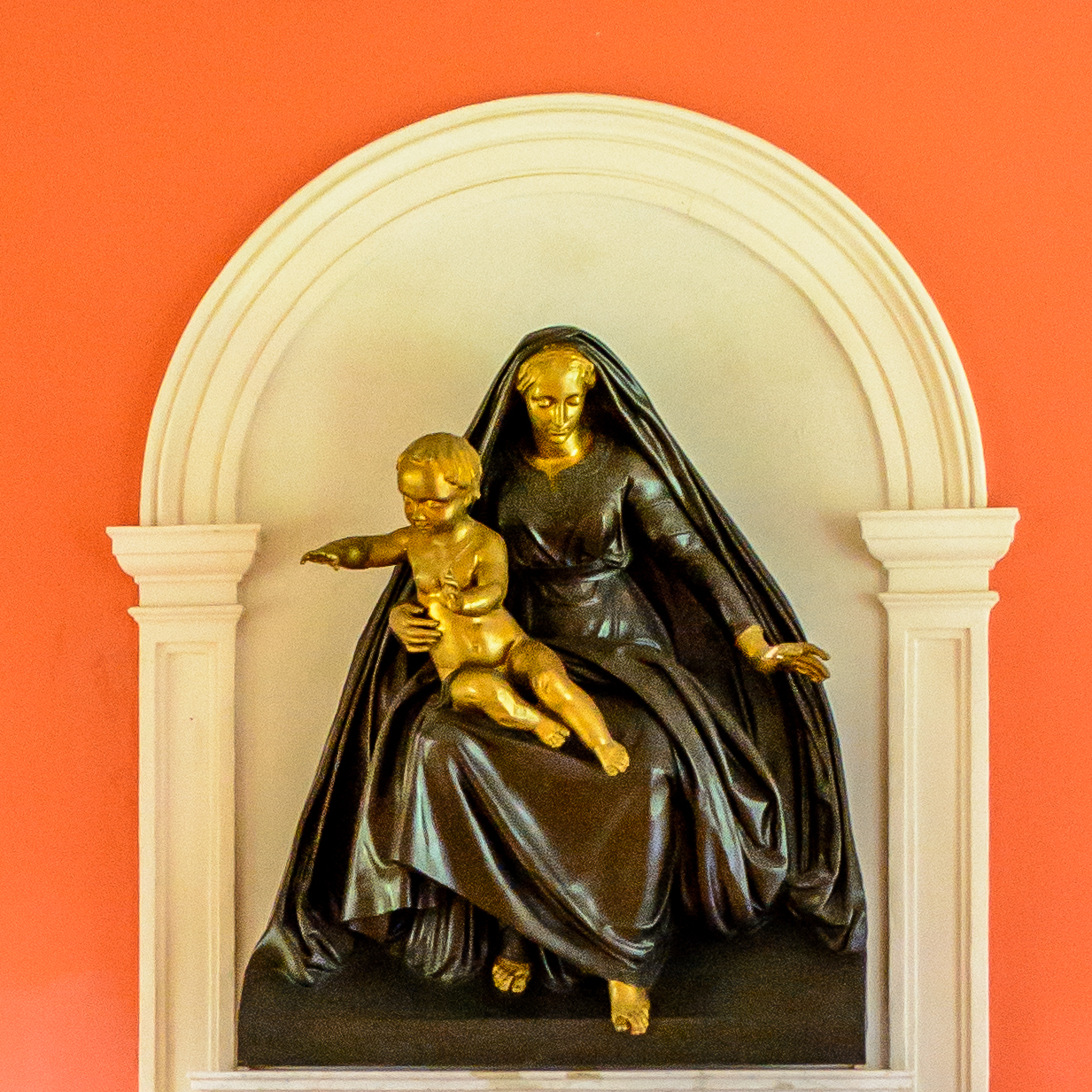
«Мадонна с младенцем»

Внутреннее богато украшенное убранство дома было выполнено в 1871 и 1877 годах. Картины во многих комнатах дома были созданы рукой самого владельца-художника, а некоторые — его сыном Генрихом фон Неффом (Heinrich von Neff) в 1877 году. Расположенная в вестибюле светло-серая мраморная лестница является подарком российского императора Александра Второго. Полы — венецианский терраццо, на стенах — картины в Помпеи-стиле (реставрировались в 1907 и 1965 годах), у потолка — ребристые своды. В зале со скруглёнными углами находятся богато украшенный камин из серо-белого мрамора и две белые кафельные печи, люнеты украшены рисунками (работа самого К. T. фон Неффа).
В главном здании имелось богатое собрание произведений искусства (большинство из них сейчас находится в Эстонском художественном музее).
В 1994 году в главное здание мызы была возвращена скульптура «Мадонна с младенцем» (гипс, листовая медь), с 1946 года хранившаяся в Государственном художественном музее Эстонии в Кадриорге. Скульптура внесена в Государственный регистр памятников культуры Эстонии.
Главное здание основательно реставрировалось в 1987—1994 годах (дизайнер интерьеров — Лейла Пяртельпоэг (Leila Pärtelpoeg)).
В 2007 году был проведён ремонт крыши главного здания стоимостью 1 миллион 847 тысяч 342 кроны. В том же году были отреставрированы десять окон первого этажа, находившиеся в самом плохом состоянии; стоимость работ составила 200 тысяч эстонских крон.

## Мызный комплекс
Одновременно с главным зданием были возведены парк с прудами и большинство хозяйственных построек; в 1872 году была построена двухуровневая часовая башня, в 1873 году — большие садовые ворота и ограда.
В 1965 году в мызном парке был установлен памятник эстонскому писателю Эдуарду Вильде (скульптор Ферди Саннамеэс).
В Государственный регистр памятников культуры Эстонии внесены 8 объектов мызного комплекса:
- главное здание (при инспектировании 08.05.2018 находилось в удовлетворительном состоянии)[4];
- парк (при инспектировании 08.05.2018 находился в удовлетворительном состоянии)[9];
- часовая башня (при инспектировании 06.07.2018 находилась в аварийном состоянии)[10]
- ворота (при инспектировании 08.04.2018 находились в удовлетворительном состоянии)[11];
- хлев (при инспектировании 06.07.2018 находился в руинах)[12];
- мельница (при инспектировании 06.07.2018 находилась в аварийном состоянии)[13];
- дом мельника (при инспектировании 21.08.2018 находился в плохом состоянии)[14];
- сарай (при инспектировании 29.06.2018 находился в руинах)[15].

## Галерея

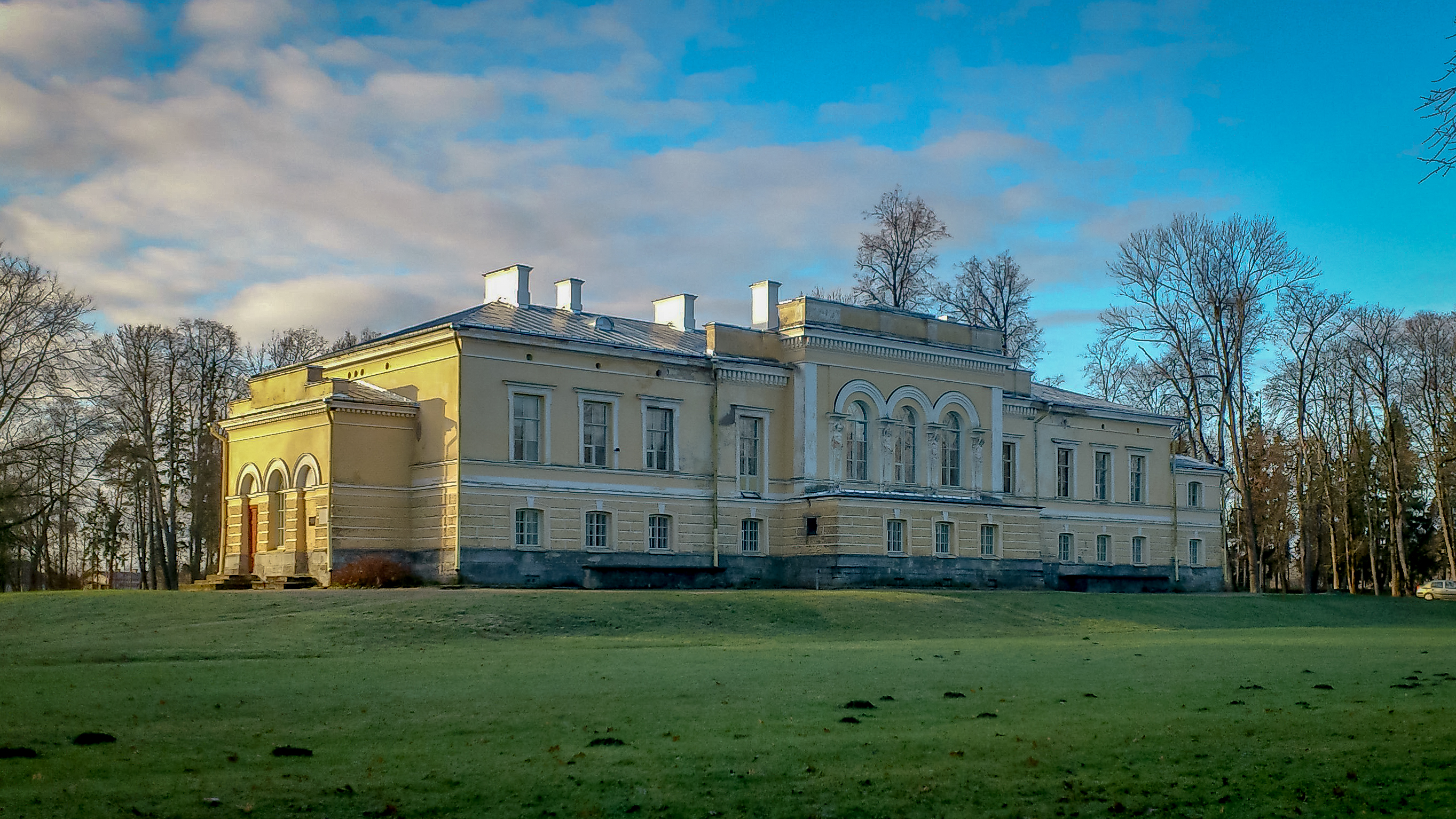
Задний фасад главного здания
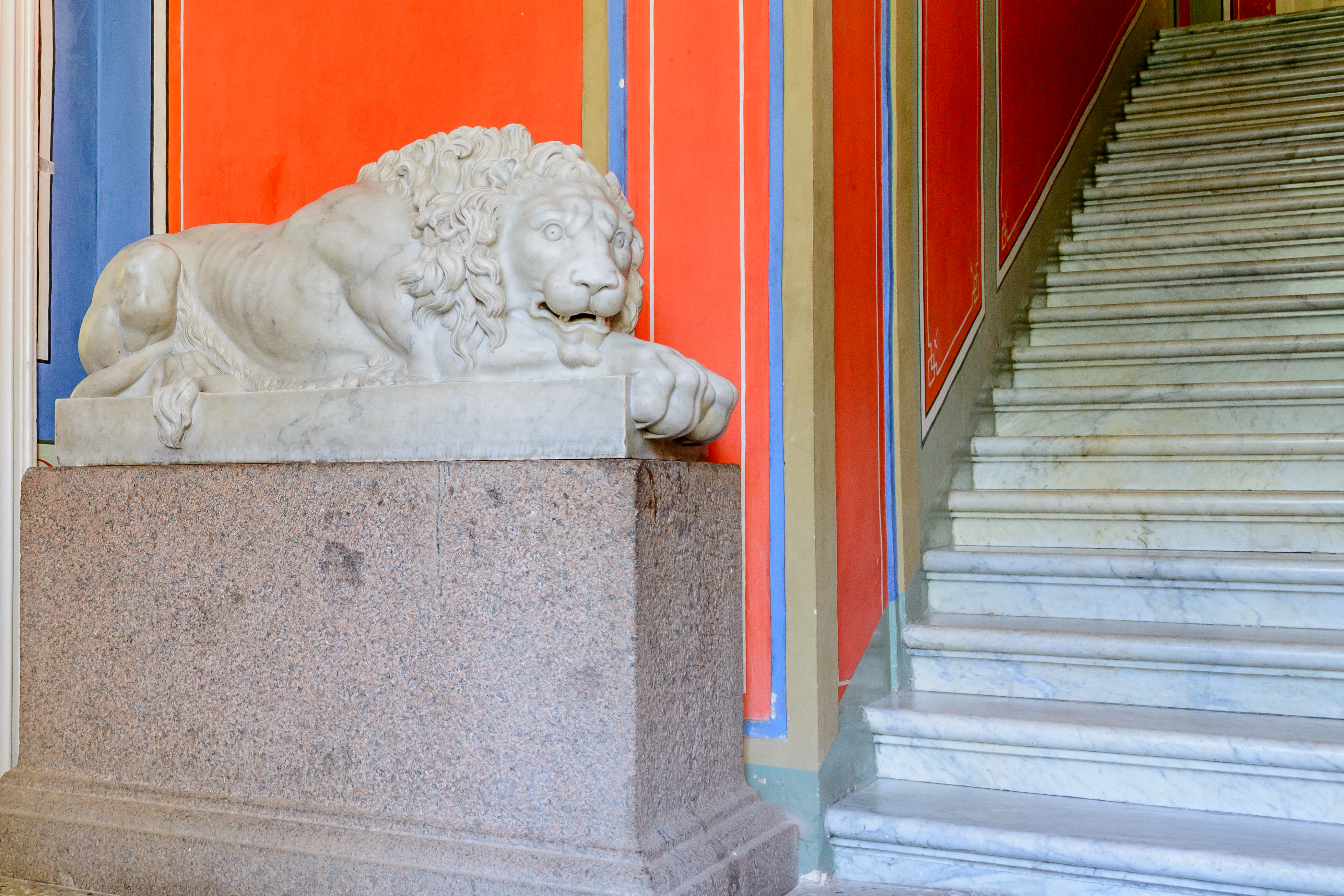
Скульптура «Лежащий лев» у лестницы главного здания
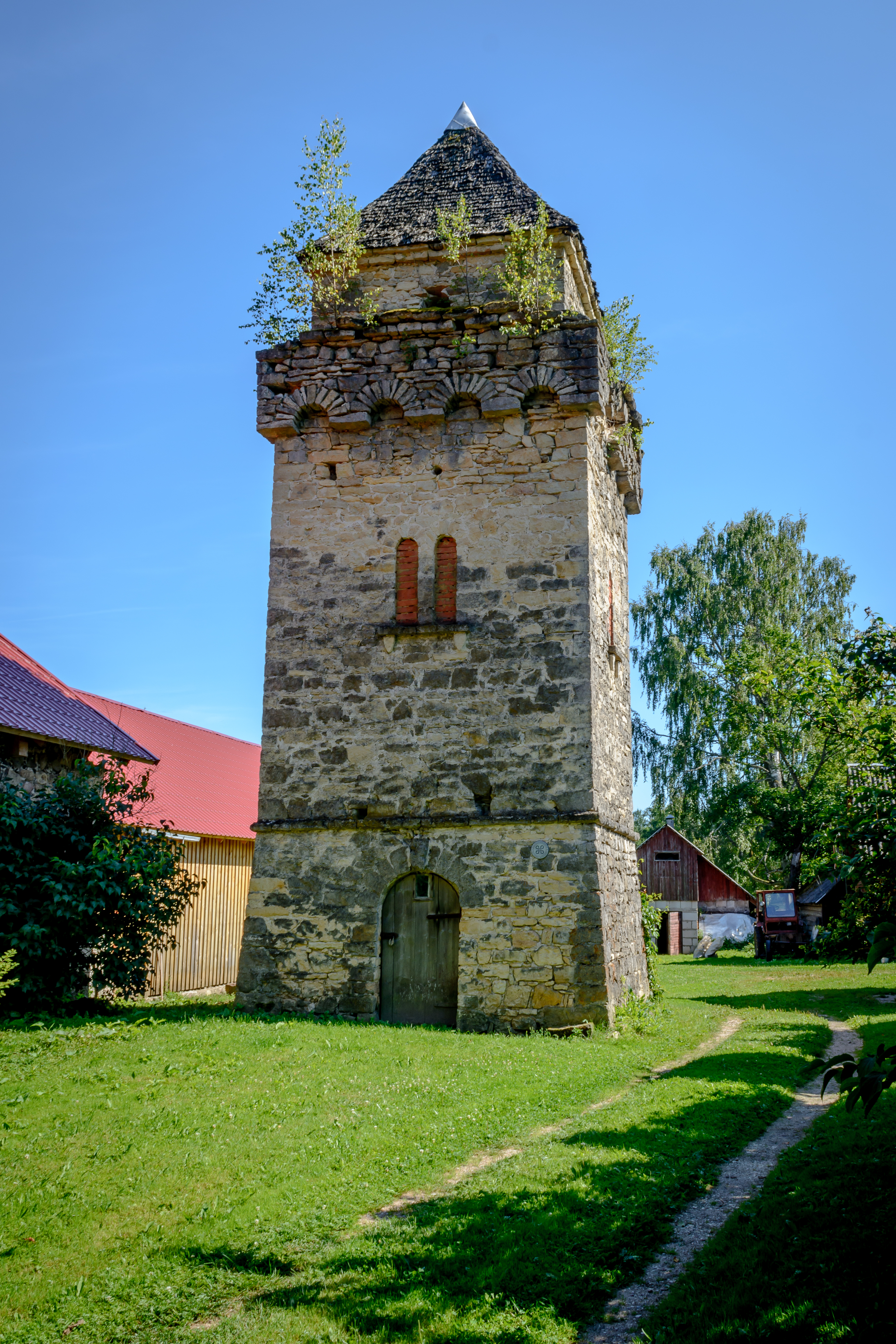
Часовая башня
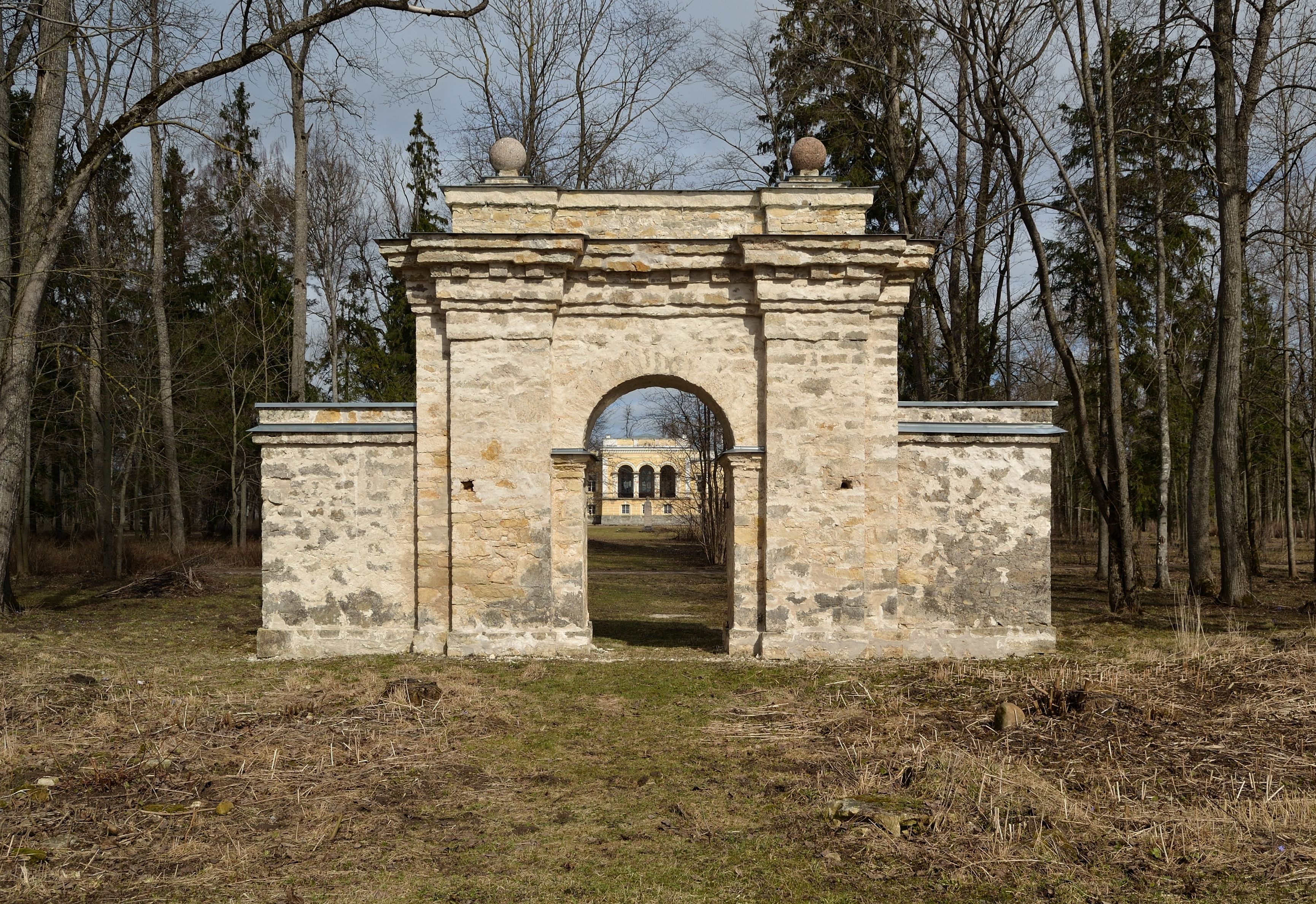
Ворота
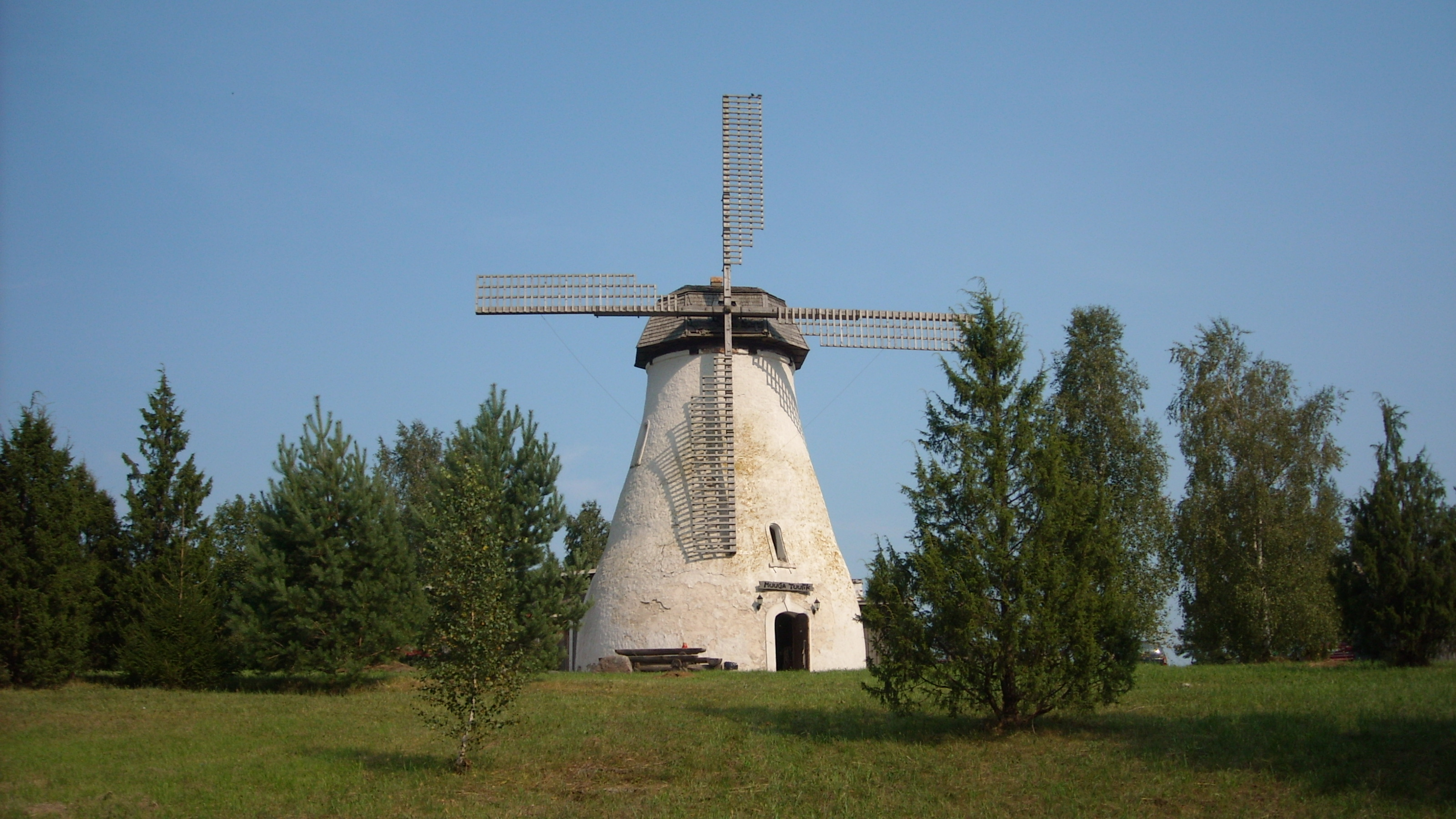
Мельница
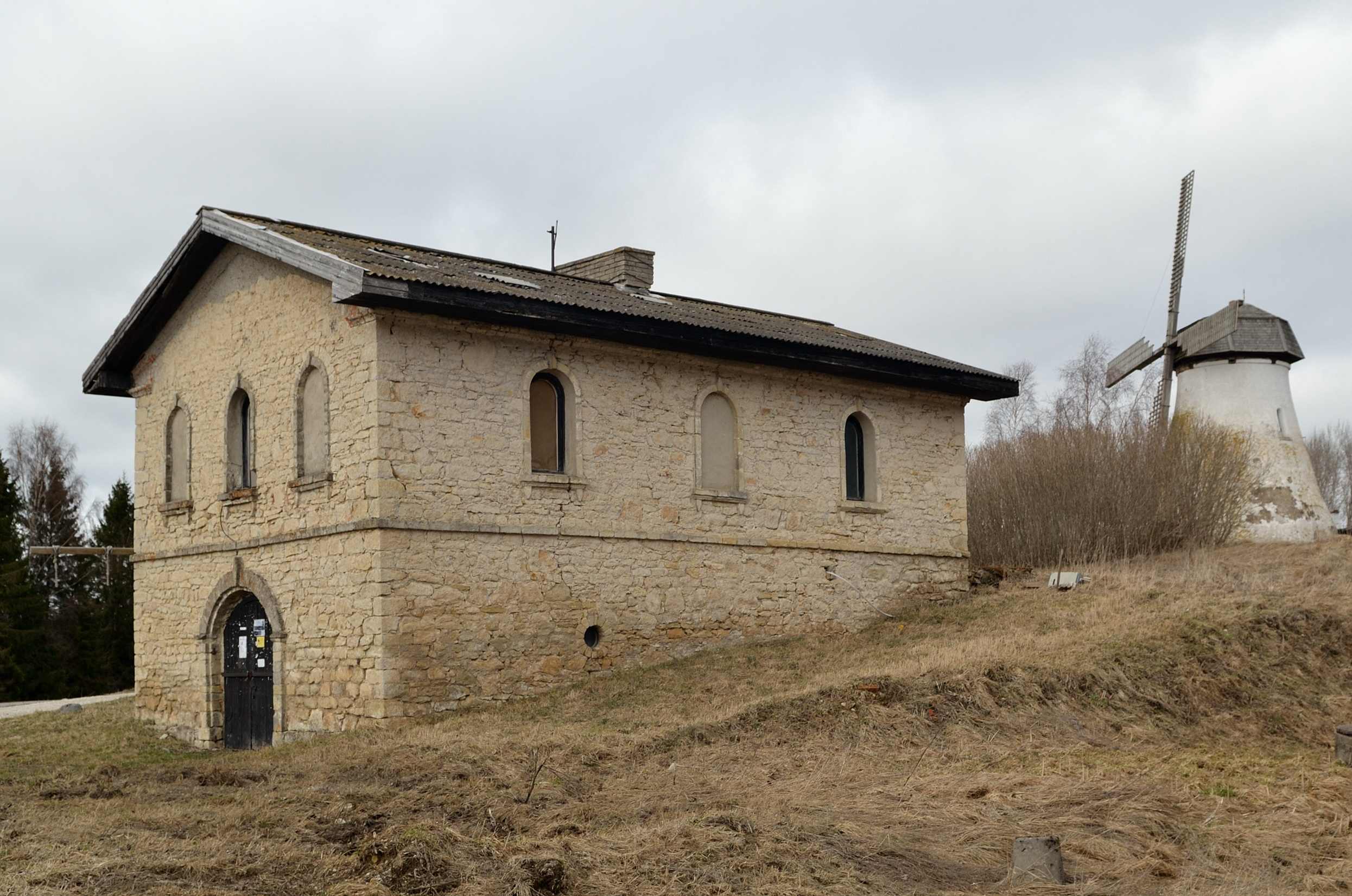
Дом мельника
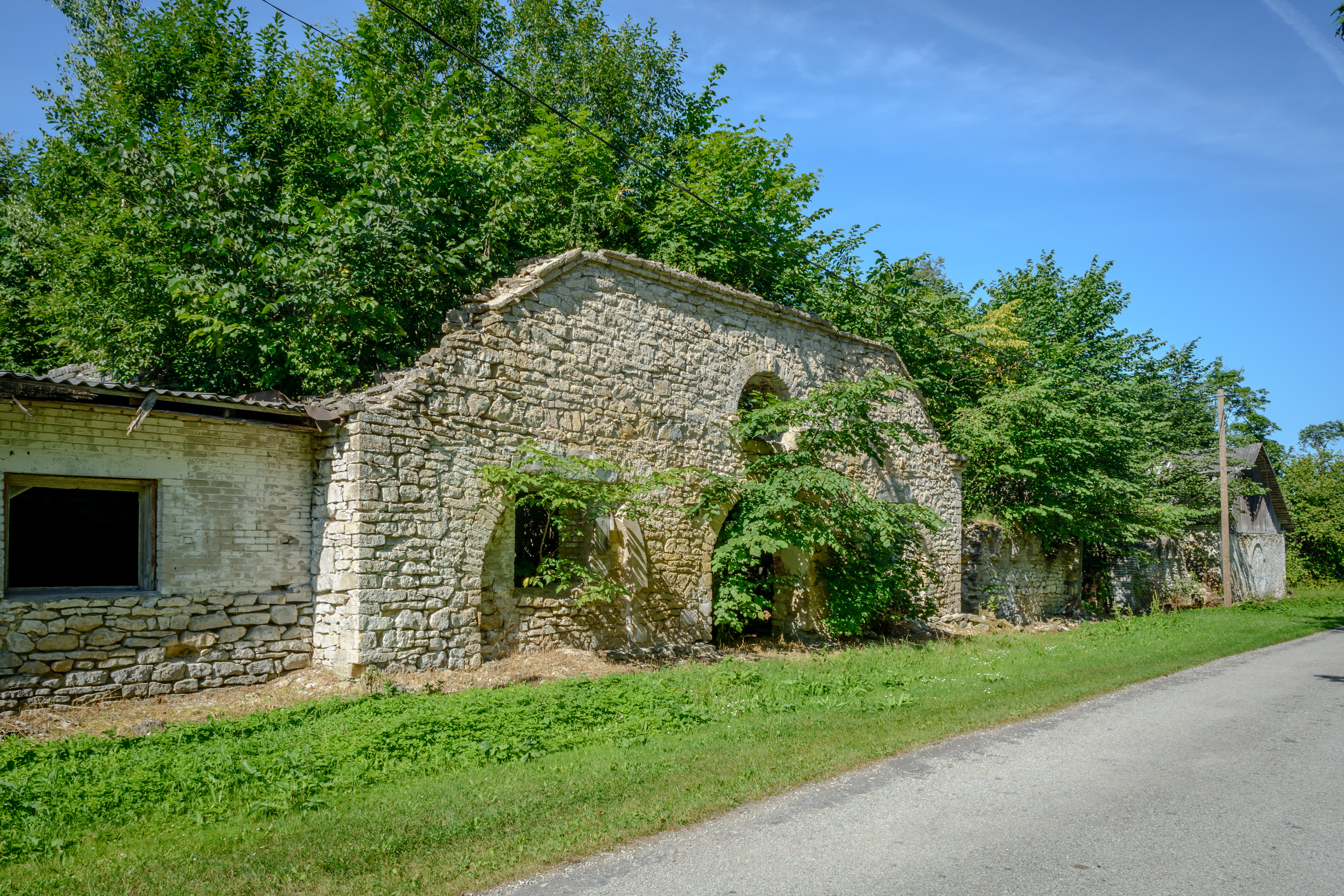
Хлев
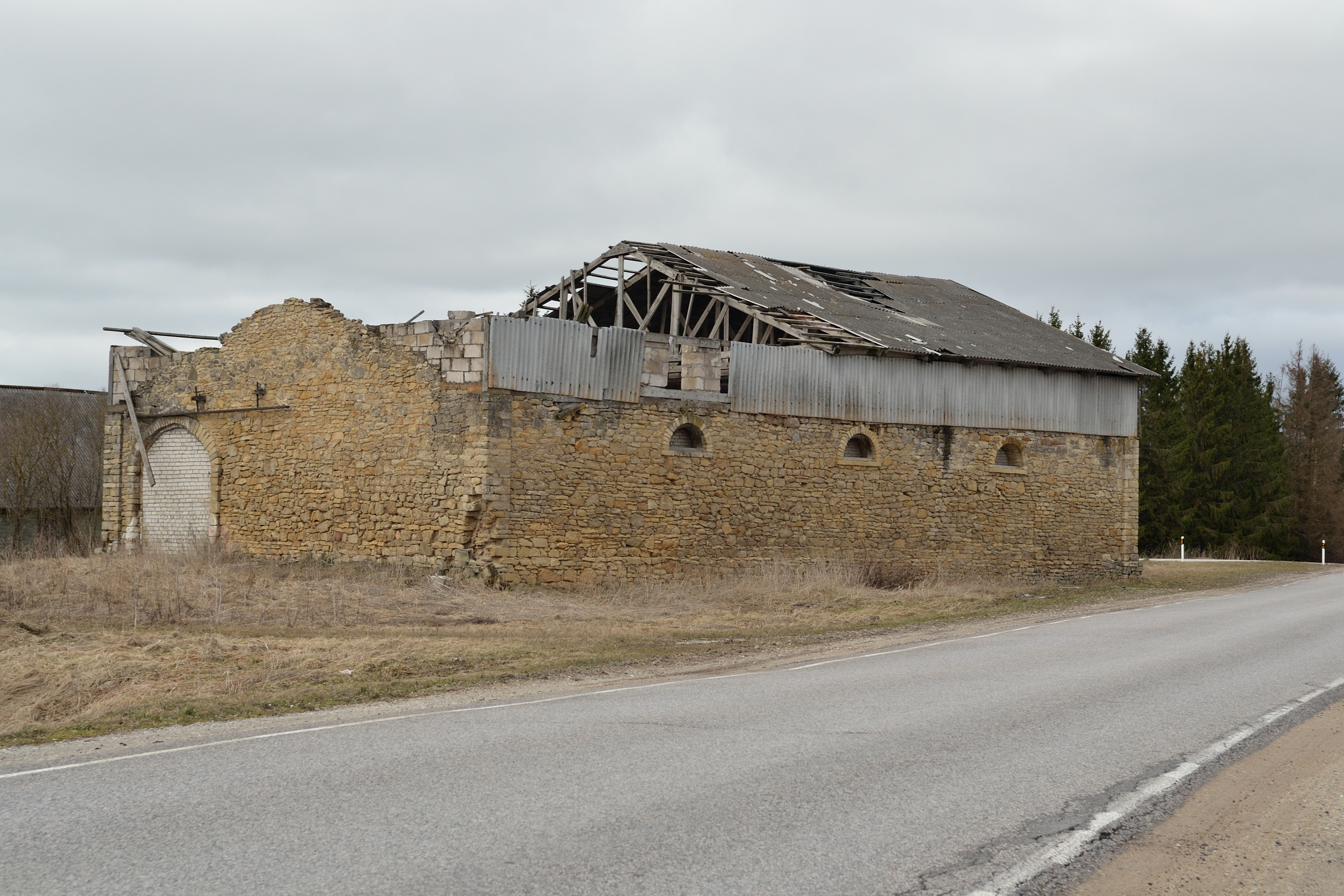
Сарай